# Wyganów (województwo wielkopolskie)
Wyganów – wieś w Polsce położona w województwie wielkopolskim, w powiecie krotoszyńskim, w gminie Kobylin.
W okresie Wielkiego Księstwa Poznańskiego (1815-1848) miejscowość należała do wsi większych w ówczesnym pruskim powiecie Krotoszyn w rejencji poznańskiej. Wyganów należał do okręgu kobylińskiego tego powiatu i stanowił odrębny majątek, którego właścicielem był wówczas Roszkiewicz. Według spisu urzędowego z 1837 roku wieś liczyła 328 mieszkańców, którzy zamieszkiwali 30 dymów (domostw).
W latach 1975–1998 miejscowość należała administracyjnie do województwa leszczyńskiego.

## Zabytki
- kościół par. pw. Świętego Krzyża z 1810[4]
- Dwór w Wyganowie z 1820[5]
  - oficyna z pierwszej poł. XIX w.[6][7]